# Courson-les-Carrières
Courson-les-Carrières è un comune francese di 942 abitanti situato nel dipartimento della Yonne nella regione della Borgogna-Franca Contea.

## Società

### Evoluzione demografica
Abitanti censiti